# Crystallogenes chalcoschista
Crystallogenes chalcoschista är en fjärilsart som beskrevs av Edward Meyrick 1937. Crystallogenes chalcoschista ingår i släktet Crystallogenes och familjen praktmalar, Oecophoridae. Inga underarter finns listade i Catalogue of Life.